# NGC 4851
NGC 4851 ist ein Galaxienpaar im Sternbild Haar der Berenike am Nordsternhimmel. Es besteht aus den beiden linsenförmige Galaxien PGC 44439 (Typ: S0) und PGC 83717 (Typ:S0). Sie ist schätzungsweise 352 Millionen Lichtjahre von der Milchstraße entfernt.

Entdeckt wurde das Objekt am 21. April 1865 von Heinrich d’Arrest.